# Melvin Boskamp
Melvin Boskamp (* 30. Oktober 1990 in Borger) ist ein ehemaliger niederländischer Radrennfahrer.

## Sportlicher Werdegang
Boskamp erzielte als Junior erste Erfolge auf der Bahn. Er wurde 2007 Niederländischer Meister der Junioren im Keirin und jeweils Dritter im Madison und Sprint. Ein Jahr später gewann er auf der Straße ein Teilstück des Junioren-Etappenrennens West-Brabantse Pijl. 
Zur Saison 2011 wurde Boskamp Mitglied im Rabobank Continental Team. 2011 gewann er mit dem Team das Mannschaftszeitfahren der Vuelta a León. Zählbare Einzelerfolge gelangen ihm in den zwei Jahren im Team jedoch nicht, so dass er nicht den Sprung in das Rabobank Cycling Team schaffte. In den folgenden Jahren wechselte Boskamp jährlich das Team, ohne international nennenswerte Erfolge zu erzielen. Seit der Saison 2017 wird er nicht mehr in den Ergebnislisten der UCI geführt.

## Erfolge
2007
- Niederländischer Meister – Keirin (Junioren)

2011
- Mannschaftszeitfahren Vuelta a León